# اتسیو گرجو
اتسیو گرجو (ایتالیایی: Ezio Greggio؛ زادهٔ ۷ آوریل ۱۹۵۴) کارگردان، هنرپیشه، نویسنده، و فیلم‌نامه‌نویس اهل ایتالیا است.
او در درایو این، معجزه ایتالیایی، دراکولا: مرده و دوستدار آن، سکوت ژامبون‌ها و تابستانی کنار دریا بازی کرده است.
در ایتالیا او غالباً برای حضور پایدار طولانی خود در برنامه‌های Drive In و Striscia la notizia در حالی‌که در خارج از کشور او به خاطر فیلم‌ها و همکاری‌هایش با مل بروکس معروف است.

## زندگی‌نامه
او در کوساتو زاده شد یک روستای کوچک نزدیک بیه لا، کار در تلویزیون را در سن ۱۸ سالگی در شبکه محلی آغاز کرد. در سال ۱۹۷۸ او به عنوان یک کمدین به شبکه رای رفت که حضور او در شبکه ملی موفقیتی برای او به ثمر نداشت اما گرجو یک شانس داشت که جانفرانکو دانجلو که یک کمدین دیگر بود را ملاقات کرد.
دآنجلو گرجو را متقاعد کرد تا به شبکه محلی میلان به نام فاین اینوست (بعدها مدیاست) متعلق به برلوسکونی برود. آن‌ها از بازیگران اصلی شبکه در برنامه Drive In بودند که یک برنامه۲ ساعته هفتگی که از حضور یک دسته کمدین نوظهور جوان تشکیل شده بود. گرجو ناگهان تبدیل به یک ستاره در تمام برنامه‌ها شد.
نمایش Drive In یک نمایش نوآورانه بود و موفقیت و شهرت زیادی برای تمام بازیگران آن مانند انریکو بروسکی، جورجو فلتی، تئو تئوکولی، فرانچسکو سالوی، کارلو پیستارینو، انزو براسکی و خیلی دیگر که از جمله گرجو و دآنجلو بود به همراه داشت.
در ۱۹۸۸ او آنتونیو ریچی را که خالق و سرپرست نویسندگان یک سری نمایش‌های موفق بود درک کرد. از سال ۱۹۸۸ او مجری اصلی برنامه Striscia la notizia بوده‌است که تقلیدی مسخره‌آمیز از اخبار روزانه تلویزیون است.